# Kafr Rakib
Kafr Rakib (arab. ‏كفر راكب‎) – miejscowość w Jordanii, w muhafazie Irbid. W 2015 roku liczyła 7192 mieszkańców.